# Donzère-Mondragon-Schrägseilbrücke
Die Donzère-Mondragon-Schrägseilbrücke (französisch: Pont de Donzère-Mondragon oder Pont de Pierrelatte) ist eine Straßenbrücke über den Canal de Donzère-Mondragon an der Rhône, die im Zuge der Départementsstraße D 356 die Orte Pierrelatte und La Garde-Adhémar verbindet.
Sie wurde von Albert Caquot entworfen und 1951–1952 im Zusammenhang mit der Anlage des Canal de Donzère-Mondragon gebaut. Die einspurige Schrägseilbrücke ist 6,7 m breit und insgesamt 165 m lang. Ihre Hauptöffnung hat eine Spannweite von 81 m. Ihre beiden Pylone bestehen aus rechteckigen Stielen aus Stahlbeton, die an der Spitze durch einen Querriegel miteinander verbunden sind, wobei dieser Querriegel durch einen gotisch anmutenden Spitzbogen unterstützt wird. Über die Querriegel sind auf beiden Seiten der Brücke jeweils 3 mal 3 Seile gespannt und an den Seiten des Fahrbahnträgers befestigt. Der Fahrbahnträger besteht aus zwei in der Mitte der Brücke durch ein Gelenk getrennten Betontrögen mit einer Asphaltfahrbahn.
Die Benutzung der Brücke ist heute auf Fahrzeuge bis 17 t beschränkt, die außerdem einen Abstand von 50 m einhalten müssen.
Die Brücke war die erste moderne Schrägseilbrücke, hatte aber, möglicherweise wegen ihrer geringen Größe und abgelegenen Lage, kaum Einfluss auf die weitere Entwicklung der Schrägseilbrücken.